# Alexia Carr
Alexia Carr, née le 13 février 1971 à Valréas, de double nationalité française et britannique, est une artiste pluridisciplinaire, peintre, sculptrice, illustratrice, chanteuse lyrique, de cabaret et de café-concert, auteure-compositrice-interprète, comédienne, dramaturge et metteuse en scène pour le théâtre, actrice pour le cinéma et la télévision.

## Biographie
Alexia Carr est la fille de la pianiste Catherine Silie et du peintre britannique Peter Douglas Carr (1933-2012). Elle est initiée à la peinture par son père et à la musique par sa mère, tout en passant un baccalauréat littéraire.

### Formation artistique
Elle apprend le violon dès l'âge de 7 ans, aux Conservatoires de Nîmes et de Toulouse, puis étudie l'art dramatique au Conservatoire de Nîmes avec Eugénie Oliver, ainsi que le chant, d'abord au Conservatoire de Toulouse avec Anne Fondeville-Bleuse et Victor Demaiffe, puis au Conservatoire régional de Lyon dans la classe de Jacqueline Nicolas pour le chant baroque ; elle se perfectionne auprès de la soprano suisse Evelyne Brunner et de Nadine Denize. Remarquée lors d'un concours de fin d'année par José Van Dam, celui-ci lui conseille de prendre des cours à Paris avec Mireille Alcantara. Lors de voyages à l'étranger, elle bénéficie également des conseils de Teresa Żylis-Gara, Alexandrina Miltcheva et Reiner Goldberg.

### Carrière
Sa carrière se développe dans plusieurs domaines artistiques. Ne voulant privilégier aucun moyen d'expression et refusant le système des étiquettes, elle se définit comme « spécialiste de la diversité ». Après avoir débuté par l'illustration d'un livre pour enfants, c'est le monde de la scène et de la musique qui l'inspire, ainsi que celui du cheval : elle a en effet pratiqué très jeune l'équitation, et son entrée dans le monde du spectacle s'est faite à l'âge de 11 ans comme doublure équestre d'un jeune acteur à la télévision. Elle expose ses tableaux à Toulouse, Avignon, Nice, Marseille, Biarritz, Saumur ainsi qu'en Allemagne, à Berlin et à Dorsten. Elle peint des portraits, des autoportraits, les paysages de la Drôme provençale où elle a grandi, des chevaux, réalise également des peintures murales, dont une série sur le mur d'une ancienne prison de Berlin-Neukölln sur le thème « Liberté, le luxe oublié » en 2011. Elle dessine les vitraux de l'église Saint-Pierre de Villeperdrix, le village où elle a passé son enfance et où elle réside. Sensibilisée aux questions d'environnement, d'écologie, de libertés, sa peinture s'inscrit dans le courant de l'art visionnaire. Elle utilise l'huile sur toile, l'aquarelle, le pastel, la sanguine, la technique mixte et le collage.
Elle réalise également plusieurs sculptures, notamment dans le domaine équestre et animalier. Ses sculptures sont faites en terre cuite, bronze, et aussi de fil métallique et de matériaux de récupération.
Comme artiste lyrique, elle a chanté l'opéra, dont le rôle-titre de Carmen avec une entrée en scène à cheval, l'opérette, la comédie musicale et s'est produite en concert avec orchestre et en récital, où elle a d'abord été accompagnée par sa mère, la pianiste Catherine Silie. On a pu l'entendre en France, à Londres, Berlin et à New York. Elle se produit également dans des spectacles de cabaret et de café-concert ; elle a mis en musique pour duo voix-piano Zur Trauer de Hans Fallada et une dizaine de ses poèmes dans Duos pour une Voix et un Piano ; en tant qu'auteure-compositrice-interprète, elle chante ses propres textes.
Au cinéma, elle joue au cours des années 2010 dans plusieurs courts métrages et interprète quelques seconds rôles dans des longs métrages, mais son rôle principal est celui de Philis de La Charce dans Mademoiselle de La Charce, un film en costumes tourné en 2015, où elle doit aussi monter à cheval,. À partir de 2016, elle se tourne davantage vers le théâtre, écrivant ses textes, qu'elle joue et met en scène, seule ou en petit groupe. La plupart de ses pièces sont créées au Théâtre du Nord-Ouest à Paris.
Jusqu'à la survenue de la pandémie de Covid-19, Alexia Carr a animé « Musique sur la colline », festival annuel de musique classique et lyrique de Villeperdrix fondé par ses parents en 2004, dont le but est d'amener la musique vivante à une population locale qui n'a pas d'autres occasions de la rencontrer.
En tant que cavalière, Alexia Carr figure parmi les 500 « femmes de cheval » du dictionnaire Amazones de 2024.

## Rôles et spectacles

### Chanteuse lyrique d'opéra, opérette et comédie musicale
- Passionnément femme (Frantz Wouilloz-Boutrois), Vergèze, 1999 : Martha.
- La Belle Hélène (Offenbach), Vergèze, 2002 : rôle-titre.
- Valses de Vienne (en) (Johann Strauss père et fils), Palais des Princes, Orange, 2002 : la Comtesse.
- Bastien et Bastienne (Mozart), Château de Valprivas, 2004, Bédoin, 2006 : Bastien.
- La Fille de madame Angot (Lecocq), mise en scène de Frédéric L'Huilier, Lamalou-les-Bains, 2005 : Mlle Lange.
- Carmen (Bizet), mise en scène Hubert Humeau, Rennes, 2005 : rôle-titre.
- Deux opérettes d'Offenbach), Festival Côté Cour en Pays d'Aix, Aix-en-Provence, 2005 : Pomme d'Api (Gustave), et Un mari à la porte (Suzanne).
- Phi-Phi (Christiné), Lunel, 2005 : Mme Phidias.
- Le Prince de Madrid (Francis Lopez), Lyon, 2005 : la duchesse d'Albe.
- Carmen (Bizet), mise en scène de Rehana Udin, Orchestre du Centre Philharmonique, direction musicale Richard Beswick, Festival d'été du Lot-et-Garonne (château de Duras, La Force), 2006 : rôle-titre.
- Une voix en 3 Dimensions : Paris/Berlin/New York, concert spectacle avec Valérie Diéval au piano, Vaison-la-Romaine, Théâtre des 2 Mondes, 17 décembre 2017[10].
- Paul et Virginie (Victor Massé), version de concert, par la Compagnie de l'Oiseleur, avec Guillemette Laurens, direction musicale Léonard Ganvert, Temple protestant de Luxembourg, Paris, 7 novembre 2018[11] : Madame de la Tour.

### Actrice de cinéma et de télévision
- Fabien de la Drôme de Michel Wyn, feuilleton télévisé d'Antenne 2 (1983) : doublure équestre de Stéphane Aznar.
- Synopsis, court métrage de Philippe Léaris (2011) : Alex.
- A Shadow in the City, court métrage de Philippe Léaris (2012).
- 1913 – Danse sur un volcan, documentaire TV (Arte) de Dag Freyer (2013), trois figurations en femme fatale : Alma Mahler, Ida Rubinstein, Lou Salomé.
- Da bist du ja, court métrage de Frank Köbe (2013).
- Mademoiselle de La Charce, de Lionel Baillemont, avec Marie-Christine Barrault (2016) : Philis de La Charce.
- Libertins, de Lionel Baillemont (2019) : la tenancière.
- Angelina Call Girl, de Robert Homann-Cauquil (2020) : Madame Dupret.

### Théâtre
- Miss en scène ! (C)rimes passionnelles (auteure et mise en scène), Vaison-la-Romaine, Théâtre des 2 Mondes, 2016 ; Nice, Théâtre de l'Eau Vive, 2017.
- Que diront d'Elle les Oiseaux, seule-en-scène de et par Alexia Carr, Théâtre du Nord-Ouest, 10 octobre-7 novembre 2017 et 7-9 octobre 2022 ; Avignon, Théâtre Au Chapeau Rouge, 2-3 mars 2019 ; Nyons, L'Électron Libre, 23 mars 2024.
- Debout, face à l'Amer (écriture, mise en scène, comédienne), Théâtre du Nord-Ouest, 29 septembre 2018-25 février 2020 ; Vaison-la-Romaine, Théâtre des 2 Mondes, 3 novembre 2019.
- Maths & Muses, seule-en-scène de et par Alexia Carr, Théâtre du Nord-Ouest, 24 juillet-12 décembre 2019 ; Nyons, L'Électron Libre, 4-5 juin 2022 ; Vaison-la-Romaine, Théâtre des 2 Mondes, 2023[12].
- Un Royaume pour Mon Cheval (auteure, mise en scène, décor, comédienne), Théâtre du Nord-Ouest, 18 décembre 2021-4 mai 2022.
- Assis !... au pied de la Nature « Poème en vert », Théâtre du Nord-Ouest, 27 décembre 2022-17 septembre 2023 ; Nyons, L'Électron Libre, 31 mars-1er avril 2023.

## Prix
- 2002 : Prix d'honneur au Concours international Léopold Bellan
- 2006 : Grand prix d'opérette au concours « Drôme Opéra » (Crest) décerné par le jury présidé par Andréa Guiot